# Мар'янівка (Визирська сільська громада)
Мар'я́нівка — село Визирської сільської громади в Одеському районі Одеської області. Населення становить 116 осіб.

## Населення
Згідно з переписом УРСР 1989 року чисельність наявного населення села становила 120 осіб, з яких 46 чоловіків та 74 жінки.
За переписом населення України 2001 року в селі мешкало 116 осіб.

### Мова
Розподіл населення за рідною мовою за даними перепису 2001 року:
| Мова       | Відсоток |
| ---------- | -------- |
| українська | 92,24 %  |
| російська  | 6,03 %   |
| румунська  | 1,72 %   |